# Іванкино
Іва́нкино (рос. Иванкино) — село у складі Колпашевського району Томської області, Росія. Входить до складу Інкінського сільського поселення.

## Населення
Населення — 111 осіб (2010; 98 у 2002).
Національний склад (станом на 2002 рік):
- селькупи — 53 %
- росіяни — 45 %